# Stauffenberg (serie de televisión)
Stauffenberg es una serie de televisión dirigida por Jo Baier acerca del Atentado del 20 de julio de 1944 contra Hitler.

## Argumento
Alemania año 1944. Un grupo de militares alemanes planea un atentado contra Hitler con la finalidad de derrocar al régimen nazi y poner fin a la 2.ª Guerra Mundial. Para llevar a cabo su plan cuentan con la ayuda del coronel Claus von Stauffenberg, quien planea poner una bomba en el Cuartel General de Hitler en Prusia Oriental, el Wolfsschanze, "La Guarida del Lobo".
Esta producción alemana, hecha para la TV, es un relato históricamente riguroso del famoso atentado contra Hitler el 20 de julio de 1944, desde el punto de vista de Stauffenberg. La película nos muestra la trayectoria del joven coronel, desde su admiración por Hitler en 1933, hasta que es herido gravemente en el Norte de África (aquí se permiten una licencia dramática: Stauffenberg fue herido por un obús y no por un avión como sale en la película), perdiendo un ojo y parte de una mano. Restablecido de sus heridas y viendo que la guerra está perdida, Stauffenberg decide a unirse a los conspiradores y ser la mano ejecutora del atentado. Su intención era firmar un armisticio con los aliados y terminar la guerra.
El atentado fracasó, algunos de los conspirados no se unieron finalmente al complot y todos fueron fusilados u obligados a suicidarse.

## Críticas
Este telefilme no destaca por nada en particular, se limita a contar los hechos con bastante rigor histórico pero sin demasiada originalidad. Tanto formal como argumentalmente todo queda muy académico, con unas interpretaciones correctas, una ambientación no espectacular pero sí bien cuidada, y algunas escenas muy logradas, como el fusilamiento de Stauffenberg o los momentos de tensión que se viven en el Ministerio de la Guerra cuando se hace evidente que la conspiración ha fracasado y el general Friedrich Fromm detiene a los golpistas.

## Otras versiones
En el 2007 el director Bryan Singer dirigió otra versión titulada Valkyrie protagonizada por Tom Cruise. Llegando a la pantalla en el año 2009.
- Datos: Q462031